# Новая Заря (Новодеревеньковский район)
Новая Заря — село в Новодеревеньковском районе Орловской области России. 
Входит в Новодеревеньковское сельское поселение в рамках организации местного самоуправления и в Новодеревеньковский сельсовет в рамках административно-территориального устройства.

## География
Расположено в 1 км к югу от райцентра, посёлка городского типа Хомутово, и в 95 км к востоку от центра города Орёл.

## Население
| 2002 | 2010 |
| ---- | ---- |
| 225  | ↘197 |

Согласно результатам переписи 2002 года, в национальной структуре населения русские составляли 97 % от жителей.